# Sebastian Schonlau
Sebastian Schonlau (* 5. August 1994 in Warburg) ist ein deutscher Fußballspieler, der seit Sommer 2021 beim Hamburger SV unter Vertrag steht.

## Karriere

### Anfänge und erste Profijahre
Schonlau begann in seiner Geburtsstadt Warburg bei den Sportfreunden Warburg 08 mit dem Fußballspielen, ehe er 2007 zu den C2-Junioren (U14) des SC Paderborn 07 wechselte. Nachdem der defensive Mittelfeldspieler in der Saison 2009/10 bei den B2-Junioren (U16) gespielt hatte, wurde er als „zu klein und schmächtig“ aussortiert. Schonlau kehrte zu seinem alten Verein zurück und verbrachte dort das zweite B-Junioren- sowie das erste Jahr bei den A-Junioren (U19), ehe er zur Saison 2012/13 wieder in die U19 des SC Paderborn wechselte. Kurz vor dem Saisonende gehörte der 19-Jährige unter dem Cheftrainer Stephan Schmidt und dessen Nachfolger René Müller bei zwei Spielen in der 2. Bundesliga dem Spieltagskader an, ohne eingewechselt zu werden.
Zur Saison 2013/14 unterschrieb er seinen ersten Profivertrag bis zum 30. Juni 2015 und rückte fest in die Zweitligamannschaft auf, die fortan von André Breitenreiter trainiert wurde. Dieser setzte in der Innenverteidigung jedoch auf Christian Strohdiek, Uwe Hünemeier und Patrick Ziegler, sodass Schonlau keinen Einsatz zum Aufstieg in die Bundesliga beisteuern konnte.
Zur Saison 2014/15 verlängerte Schonlau seinen Vertrag bis zum 30. Juni 2016 und wechselte für ein Jahr auf Leihbasis in die viertklassige Regionalliga West zum SC Verl. Unter dem Cheftrainer Andreas Golombek absolvierte er 25 Einsätze (10-mal von Beginn) als Innenverteidiger und im defensiven Mittelfeld.

### Auf- und Abstiege in Paderborn
Zur Saison 2015/16 kehrte Schonlau zum SC Paderborn zurück, der wieder in die 2. Bundesliga abgestiegen war. Anfang Oktober 2015 verlängerte er seinen Vertrag bis zum 30. Juni 2018. Er absolvierte 8 Zweitligaspiele (5-mal von Beginn) und lief daneben 6-mal für die zweite Mannschaft in der fünftklassigen Oberliga Westfalen auf. Die Saison verlief für den gesamten Verein chaotisch. Die Mannschaft wurde mit Markus Gellhaus, Stefan Effenberg, erneut René Müller, Florian Fulland und Stefan Emmerling von fünf Cheftrainern trainiert und stieg in die 3. Liga ab.
In der Saison 2016/17 zählte Schonlau unter Emmerling und dessen Nachfolger Steffen Baumgart erstmals zum Stammpersonal. Er absolvierte 30 Drittligaspiele (23-mal von Beginn), in denen er ein Tor erzielte, musste aber mit seiner Mannschaft den sportlichen Abstieg in die Regionalliga West hinnehmen. Da der Drittligaabsteiger TSV 1860 München nicht für die 3. Liga gemeldet hatte, blieb der SC Paderborn auch in der Saison 2017/18 drittklassig. In seinem zweiten Drittligajahr bildete Schonlau, der seinen Vertrag im Oktober 2017 bis zum 30. Juni 2020 verlängerte, mit Christian Strohdiek die Innenverteidigung. Die im Vorjahr noch sportlich abgestiegene Mannschaft kassierte hinter dem Karlsruher SC und dem Meister 1. FC Magdeburg die drittwenigsten Gegentore und stieg auf dem 2. Platz in die 2. Bundesliga auf. Schonlau absolvierte dabei 35 Ligaspiele, stand davon in 34 in der Startelf und erzielte 3 Tore.
In der Saison 2018/19 absolvierte Schonlau 29 Zweitligaspiele (alle von Beginn) und erzielte ein Tor. Mit einer Kicker-Durchschnittsnote von 3,1 gehörte er zu den besten Innenverteidigern der Spielzeit und steuerte somit einen erheblichen Anteil zum Durchmarsch in die Bundesliga bei.
Vor der Saison 2019/20 verlängerte der Innenverteidiger seinen Vertrag bis zum 30. Juni 2021. Er fiel aufgrund eines Sehnenanrisses unter dem Fuß jedoch zunächst aus. Nach einem Einsatz in der Oberligamannschaft gab er am 7. Spieltag sein Comeback, das gleichzeitig sein Debüt in der höchsten deutschen Spielklasse war. Im weiteren Saisonverlauf zählte Schonlau wieder zum Stammpersonal in der Innenverteidigung. Er absolvierte 23 Bundesligaspiele, in denen ihm 2 Tore gelangen. Am Saisonende musste die Baumgart-Elf jedoch wieder den Gang in die 2. Bundesliga antreten.
Die Saison 2020/21 verlief für den Verein, der in den vergangenen 6 Jahren immer sportlich auf- oder abgestiegen war, ruhig und konstant im gesicherten Mittelfeld der 2. Bundesliga. Schonlau absolvierte 32 Ligaspiele (alle von Beginn), in denen er ein Tor erzielte. Am Saisonende verließ der 26-Jährige den Verein nach 9 Jahren mit seinem Vertragsende.

### Hamburger SV
Zur Saison 2021/22 wechselte Schonlau zum Ligakonkurrenten Hamburger SV, bei dem er einen Vertrag bis zum 30. Juni 2024 unterschrieb. Kurz vor Saisonstart wurde er vom Cheftrainer Tim Walter als Nachfolger von Tim Leibold zum neuen Mannschaftskapitän ernannt. Er war auf Anhieb Stammspieler und bildete zunächst mit Jonas David und ab dem Ende der Hinrunde mit Mario Vušković die Innenverteidigung. Er kam in 33 Spielen stets in der Startelf zum Einsatz und erzielte 4 Tore. Der HSV belegte am Saisonende den 3. Platz, scheiterte aber in der Relegation an Hertha BSC.
Sein Vertrag beim HSV läuft bis 2026.
Wechsel in die MLS zu den Vancouver Whitecaps im August 2025. Vertrag bis 2027.

## Erfolge
- Aufstieg in die Bundesliga (2): 2019 (beide SC Paderborn 07), 2025 (Hamburger SV)
- Aufstieg in die 2. Bundesliga: 2018 (SC Paderborn 07)
- Westfalenpokalsieger (2): 2017, 2018 (beide SC Paderborn 07)